# 2953 Vysheslavia
A 2953 Vysheslavia (ideiglenes jelöléssel 1979 SV11) a Naprendszer kisbolygóövében található aszteroida. Nyikolaj Sztyepanovics Csernih fedezte fel 1979. szeptember 24-én.